# Pseudozizeeria ossa
Pseudozizeeria ossa är en fjärilsart som beskrevs av Swinhoe 1885. Pseudozizeeria ossa ingår i släktet Pseudozizeeria och familjen juvelvingar. Inga underarter finns listade.